# دون سميث (لاعب كرة سلة)
دون سميث (18 أكتوبر 1910 في الولايات المتحدة - 27 يناير 1994 في الولايات المتحدة) (بالإنجليزية: Don Smith)‏ هو لاعب كرة سلة أمريكي في مركز مدافع مسدد الهدف. لعب مع Pittsburgh Pirates (NBL) ‏.

## وصلات خارجية
- دون سميث على موقع سبورتس رفرنس (الإنجليزية)